# Motins em Pernambuco
Motins em Pernambuco foram as revoltas populares ocorridas no estado brasileiro de Pernambuco, nos meses de setembro e novembro de 1831, e duraram até 1834, durante o período regencial. Alguns deste motins receberam denominações conforme os meses em que eclodiram: Abrilada, Setembrada ou Novembrada.

## Causas
Vivia a então província pernambucana uma crise econômica por conta do declínio da exploração açucareira. Desde os primórdios do século XIX estas dificuldades resultaram na eclosão de conflitos como a Revolução de 1817, a Confederação do Equador e revoltas que se seguiram à Abdicação de D. Pedro I. Com a abdicação de D. Pedro I instalou-se o sentimento de pronta e definitiva emancipação das províncias em relação aos portugueses, que ainda ocupavam importantes postos de governo, militares e no comércio.

## Os motins
Nos meses de setembro e novembro soldados promoveram o saque de propriedades de portugueses em Pernambuco, que reagiram aliados a representantes da corrente dos Restauradores, que mobilizaram os camponeses a seu favor.
Ao cabo de três anos os combates foram intermitentes, até se extinguirem sobretudo pela falta de uma proposta por parte dos rebelados.

### Datas
No ano de 1831 ocorreram levantes em Recife nos dias 15 de setembro (Setembrada) e em 15 e 19 de novembro (Novembrada); no ano seguinte ocorreram nos dias 14 e 16 de abril (Abrilada).

## Consequências
Estes levantes ficaram, contudo, latentes entre os pernambucanos, e acabaram por eclodir na chamada Revolução Praieira, no ano de 1848.